# علی‌اصغر ناصر
علی‌اصغر ناصر (۱۲۷۵–۱۳۵۰) وزیر دارایی و از اقتصادانان و سیاستمداران دوران پهلوی بود که از اعضای  اتاق بازرگانی تهران به شمار می‌رفت.
علی‌اصغر ناصر در دارالمعلمین عالی در رشته ریاضیات تحصیل کرد. او ابتدا در مدارس صنعتی و فلاحت و دارالمعلمین ریاضیات تدریس می‌کرد. تألیفات و ترجمه‌هایی نیز در رشته ریاضی دارد. در ۱۳۰۸ به خدمت بانک ملی درآمد و به ریاست شعبه‌های این بانک در رشت، مشهد و تبریز رسید و به مدت ۸ سال نیز رئیس شعبه بانک ملی در بازار بود.
ناصر در سال ۱۳۲۹ قائم‌مقام و در ۱۳۳۰ سرپرست بانک ملی شد تا اینکه دکتر مصدق او را سال بعد با یک تصویب‌نامه کنار گذاشت. ناصر به عنوان نماینده ایران به بانک جهانی رفت. پس از کودتای ۲۸ مرداد ۱۳۳۲، سپهبدفضل‌الله زاهدی او را به ایران فراخواند و رئیس بانک ملی کرد.
علی‌اصغر ناصر چهار سال رئیس بانک ملی بود تا اینکه در دولت دکتر عباس اقبال وزیر دارایی شد. در سال ۱۳۳۸ به عنوان سفیر به دانمارک رفت و پس از بازگشت به ایران در سال ۱۳۴۰ بازنشسته شد و تا آخر عمر عضوی شورای عالی بانک ملی بود.
ناصر از بنیانگذاران کلوپ ایران بود و سال‏‌ها ریاست كلوپ را برعهده داشت.